# Ceratostylis anceps
Ceratostylis anceps är en orkidéart som beskrevs av Carl Ludwig von Blume. Ceratostylis anceps ingår i släktet Ceratostylis och familjen orkidéer. Inga underarter finns listade i Catalogue of Life.

## Bildgalleri

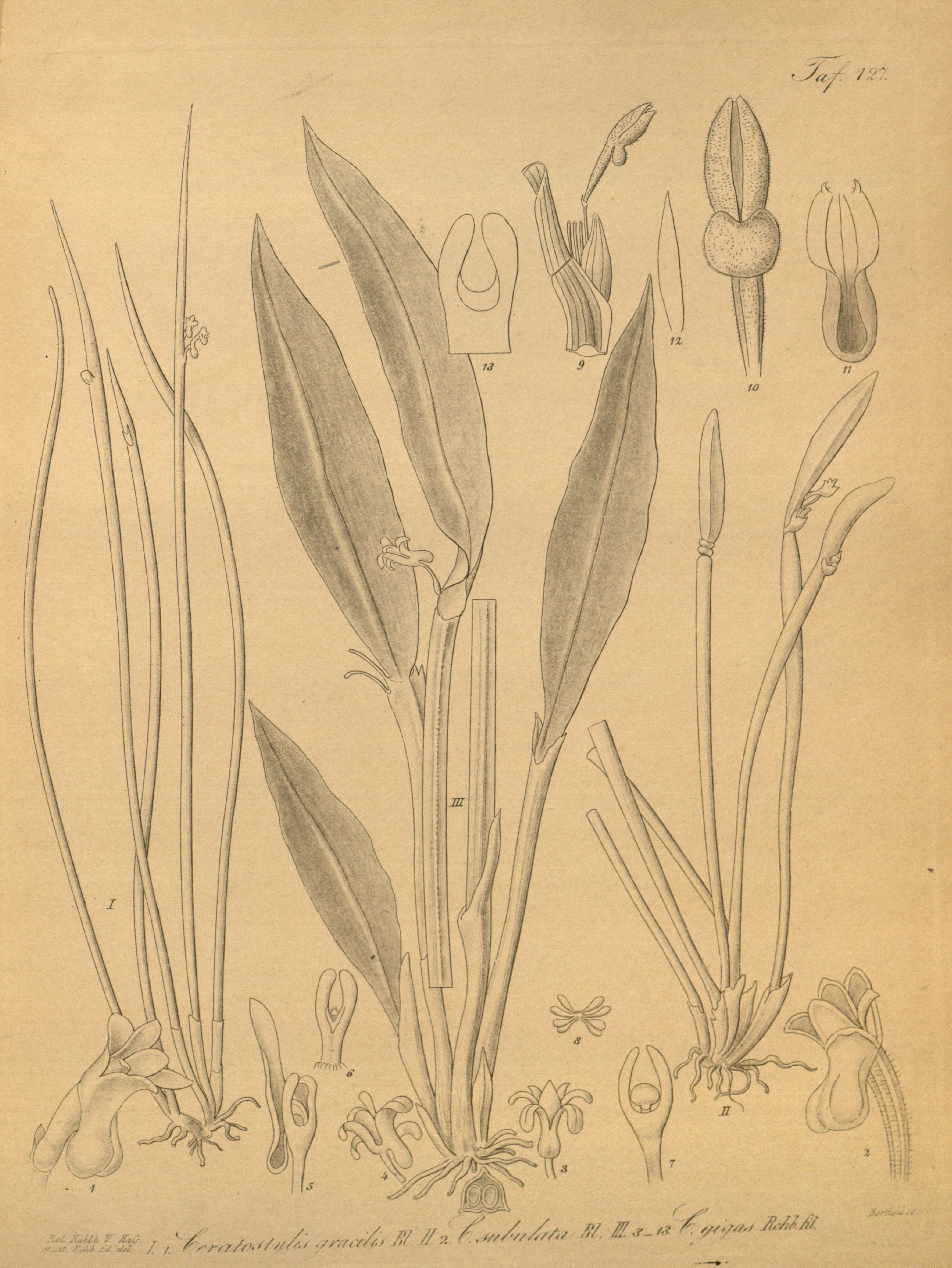